# Traité de Valparaiso
Le traité de Valparaiso est un accord entre le Chili et la Bolivie qui a mis fin à la guerre du Pacifique (1879-1884). 
Signé le 4 avril 1884, ce troisième traité de la guerre oblige la Bolivie à céder la ville côtière d'Antofagasta au Chili.